# بابلو سانز
بابلو سانز (بالإسبانية: Pablo Sanz Martínez)‏ هو لاعب كرة قدم إسباني في مركز الهجوم، ولد في 9 أبريل 1995 في سريا في إسبانيا. لعب مع نومانسيا.

## وصلات خارجية
- بابلو سانز على موقع قاعدة بيانات كرة القدم.إي يو (الإنجليزية)
- بابلو سانز على موقع Soccerway.com (الإنجليزية)